# Nadine Thomas
 (septembre 2018).
Pour les articles homonymes, voir Thomas.
Nadine Thomas est une coloriste de bande dessinée née le 19 avril 1973 à Meulan.

## Biographie
Elle commence sa carrière professionnelle à Angoulême en tant que gouacheuse pour le dessin animé. Denis Bajram lui propose de collaborer pour le tome 2 de Cryozone. À la suite de ce travail, elle pose sa candidature à une place dans l'Atelier Sanzot.
C'est à cette époque qu'elle rencontre Algésiras qui lui propose de travailler avec elle sur Candélabres. Ensuite viennent les collaborations avec Alex Alice et Fréon pour Tomb Raider, Philippe Chanoinat et Philippe Castaza pour Les Teigneux et Thibaud de Rochebrune et Serge Meirinho pour Bluehope.
À Bordeaux, elle crée le Bocal Studio avec Pierre-Mony Chan et Jean-Luc Sala. 
En 2009, Nadine Thomas s’installe à Montréal, y intègre le Studio Lounak et entame de nouvelles collaborations avec les auteurs Karl Kerschl et Cameron Stewart. Tous trois participent à l’adaptation en comicbook du jeu vidéo d’Ubisoft Assassin’s Creed.
À ce jour[Quand ?] Nadine Thomas a participé à plus de 30 albums de bande dessinée et 3 comics[Lesquels ?].

## Publications
Sauf mention contraire, les couleurs sont de Nadine Thomas.
- Aëla, scénario Pascal Bertho ; dessins Stéphane Duval, Dupuis, collection Repérages.
- Bluehope, scénario Serge Meirinho ; dessins Thibaud de Rochebrune, Glénat, collection Grafica.
- Candélabres, scénario et dessins Algésiras, Delcourt, collection Machination.
- Cryozone, scénario Thierry Cailleteau ; dessins Denis Bajram ; couleurs avec Florence Breton, Delcourt, collection Néopolis.
- Ethan Ringler, agent fédéral, scénario Denis-Pierre Filippi ; dessins Gilles Mezzomo, Dupuis, collection Repérages.
- Harry Cover, scénario Pierre Veys ; dessins Baka, Delcourt, collection Humour de rire.
- On achève bien les cons !, scénario Philippe Chanoinat ; dessins Philippe Castaza, Soleil Productions
- Le Parc fantastique, scénario Jean-Luc Loyer ; dessins Muriel Sevestre, Delcourt, collection Jeunesse
- Le Monde de Lucie, scénario Kris (scénariste) ; dessins Guillaume Martinez (dessinateur), Futuropolis, collection 32.
- Les Teigneux, scénario Philippe Chanoinat ; dessins Philippe Castaza, Soleil Productions.
- Tomb Raider, scénario Alex Alice ; dessins Fréon, Glénat.